# Otto Stuppacher
Otto Stuppacher (Bécs, 1947. március 3. – Bécs, 2001. augusztus 13.) osztrák autóversenyző.

## Pályafutása
1972-ben részt vett a Le Mans-i 24 órás versenyen. A futamon honfitársával, Walter Roserel indult; kettősük egy baleset miatt nem ért célba.
1976-ban a Formula–1-es világbajnokság három versenyére nevezett, azonban a három alkalomból egyszer sem tudott rajthoz állni a futamokon.

## Eredményei

### Le Mans-i 24 órás autóverseny
| Év   | Csapat            | Autó           | Csapattárs   | Helyezés | Kiesés oka |
| ---- | ----------------- | -------------- | ------------ | -------- | ---------- |
| 1972 | Bosch Racing Team | Porsche 908/02 | Walter Roser | Kiesett  | Baleset    |

### Teljes Formula–1-es eredménysorozata
(Táblázat értelmezése)

(Félkövér: pole-pozícióból indult; dőlt: leggyorsabb kört futott) 

| Év   | Csapat           | Modell      | Motor       | 1   | 2   | 3   | 4   | 5   | 6   | 7   | 8   | 9   | 10  | 11  | 12  | 13     | 14     | 15     | 16  | Helyezés | Pont |
| ---- | ---------------- | ----------- | ----------- | --- | --- | --- | --- | --- | --- | --- | --- | --- | --- | --- | --- | ------ | ------ | ------ | --- | -------- | ---- |
| 1976 | ÖASC Racing Team | Tyrrell 007 | Cosworth V8 | BRA | RSA | USW | ESP | BEL | MON | SWE | FRA | GBR | GER | AUT | NED | ITA Ni | CAN Nk | USA Nk | JPN | -        | 0    |